# Rosanna
Rosanna je 42 km dlouhá ledovcová říčka v Lechtalských Alpách na území okresu Landeck v Tyrolsku. 

## Popis
Říčka vytéká z malého jezera v pohoří Verwallu pod vrchy Grieskogel (2754 m n. m.) a Fädnerspitze (2788 m n. m.) v blízkosti hranice se spolkovou zemí Vorarlbersko v nadmořské výšce téměř 2600 m n. m. Protéká severně údolím Ochsental, po soutoku s pravostranným přítokem Albona pokračuje údolím Schönverwall. Po soutoku s potokem Pflun (zleva) a Fasul (zprava) v Konstanzer Hütte pokračuje údolím Verwalltal, kde je vytvořeno umělé jezero Verwallsee. Jezero slouží k regulaci řeky v době povodní a také k výrobě elektrické energie. Dále pokračuje přes obec Anton am Arlberg a stáčí se na východ přes obec Schnann a Flirsch se stáčí jihovýchodním směrem a protéká údolím Stanzer. Po soutoku s řekou Trisanna pod hradem Weisberg v obci Tobadill pokračuje jako řeka Sanna, která po osmi kilometrech vtéká do řeky Inn. Rosanna má délku 42,15 km.

## Hlavní přítoky
Hlavní přítoky jsou 
zleva: Albonabach, Pflunbach, Maroibach, Arlenbach, Lengeruibach, Schnanner Bach, Griesbach a Rammlesbach, 
zprava: Fasulbach, Maroibach, Moosbach, Stockibach, Malfonbach, Horní Klausbach a Dolní Klausbach.

## Povodí
Povodí Rosanny je 275,5 km². V horním toku a také z toku Fasul je část vody svedena tunely do nádrže Kops, tím se povodí snižuje o 33,8 km².
Nejvyšším bodem povodí je hora Hohe Riffler s nadmořskou výškou 3168 m n. m. V povodí je také 31 ledovců o rozloze 4,3 km².